# Gerry Hitchens
Gerald Archibald „Gerry” Hitchens (ur. 8 października 1934, zm. 13 kwietnia 1983) – angielski piłkarz występujący na pozycji napastnika.

## Życiorys
Hitchens urodził się w Rawnsley, w hrabstwie Staffordshire, niedaleko Cannock i rozpoczął swoją karierę w 1952 roku w klubie Highley Miners Welfare. Od 1953 do 1955 roku reprezentował barwy Kidderminster Harriers. W 1955 roku za kwotę 1,5 tys. £ został sprzedany do Cardiff City, zaś dwa lata później Aston Villa zapłaciła za niego 22,5 tys. £. W Birmingham spędził cztery sezony, w trakcie których rozegrał 160 spotkań i zdobył 96 goli. W 1961 roku zadebiutował w barwach reprezentacji Anglii w spotkaniu przeciwko reprezentacji Meksyku. Już 90 sekund po rozpoczęciu spotkania Hitchens zdobył swojego pierwszego gola w narodowych barwach, a całe spotkanie zakończyło się wynikiem 8-0. Dwa tygodnie później Anglicy pokonali w Rzymie reprezentację Włoch 3-2, a Hitchens zaliczył dwa trafienia. Dzięki dobrym występom zainteresował się nim Inter Mediolan, który latem 1961 roku zapłacił za niego 85 tys. £.
W 1962 roku Hitchens, wraz z reprezentacją Anglii wystąpił na Mistrzostwach Świata rozgrywanych w Chile. Ogólnie w reprezentacji rozegrał siedem spotkań i zdobył pięć goli. W 1963 roku posadę selekcjonera objął Alf Ramsey, który, jak stwierdził Hitchens, wolał powoływać zawodników z rodzimej ligi. Mimo to jednak Hitchens spędził dziewięć lat swojej kariery we Włoszech (co jest rekordem udokumentowanym w księdze rekordów Guinnessa), zaś po opuszczeniu Interu występował w takich klubach jak Torino FC, Atalanta BC i Cagliari Calcio. Zanim przeszedł na emeryturę, reprezentował jeszcze barwy Worcester City i Merthyr Tydfil. Zmarł w 1983 roku w wieku 48 lat podczas rozgrywania meczu charytatywnego.

## Sukcesy
Inter Mediolan
- Mistrzostwo Włoch: 1962/63[1]